# Giga
Giga (G) – przedrostek jednostki miary oznaczający mnożnik 1 000 000 000 = 109(miliard).

## Giga a gibi
W informatyce często używa się jednostki gigabajt jako 1024 MB, jednak, aby uniknąć nieporozumień powinno się używać gigabajta jako 1000 MB, a gibibajta jako 1024 MiB (zob. przedrostek dwójkowy). Należy jednak zauważyć, że producenci pamięci RAM używają jednostki gigabajta, jako 1024 MiB, natomiast producenci dysków twardych, jako 1000 MB, w zależności od przyjętej strategii marketingowej.